# طب فشاری
طب فشاری (به انگلیسی: Acupressure)  یکی از روش‌های درمانی باستانی و پزشکی جایگزین در چین است که در اصول شبیه به طب سوزنی است و برای درمان برخی بیماریها و القای آرامش به جسم انسان مورد استفاده قرار می گیرد. طب سنتی چین می‌گوید هر فرد در بدن خود یک سری نقاط طب فشاری دارد، که در امتداد کانال‌های انرژی قرار گرفته است.
بر اساس یک نظریه‌ی چینی ، ۱۲ کانال اصلی در بدن وجود دارد، که به اندام‌های اصلی متصل است و به حفظ تعادل بدن کمک می‌کند. اگر یکی از این نقاط در کانال دچار مشکل شود، می‌تواند زمینه ساز بیماری و پیدایش درد در بدن شود.
افرادی که طب فشاری را انجام میدهند معمولاً از انگشتان، کف دست و آرنج خود برای فشار دادن به هر یک از این نقاط استفاده می کنند، به آرامی آنها را ماساژ میدهند تا انرژی موجود در کانال را بازتاب دهند.
توضیحات تکمیلی:
کلمه طب فشاری  acupressure از کلمه لاتین acus hill. t. point
كلمات premere sura و pressum = فشار دادن گرفته شده است. 
طب فشاری فقط طب سوزنی نیست بلکه فشار نقطه ای است. تاریخ شفاهی طب به معنای سوراخ کردن en به ترتیب pungere to pierce‏ نقطه یا t piercing است. طب فشاری و طب سوزنی تاریخچه مشترکی دارند هر دو روش درمانی بر اساس سنت های هزار ساله ماساژ چینی و انرژی چینی ایجاد شده اند. در طب فشاری انرژی‌های خود بدن تحت تاثیر فشار انگشتان قرار می گیرد. از سوی دیگر طب سوزنی شامل تحریک صدها نقطه انرژی در سطح بدن با طلا نقره یا فولاد 1 بر 12 نصف النهار و 2 خط است. اگرچه درمان نیاز به دانش خاصی دارد. اما شما همچنین باید دقیقاً نقاط انرژی مکان آنها و اثرات آنها را بدانید بنابراین طب فشاری به راحتی قابل یادگیری است. این دارو به عنوان بخشی از طب عامیانه هزار ساله در چین برای همه به عنوان یک روش خود درمانی شناخته شده است.
تاریخچه طب فشاری و طب سوزنی توسط یافته های باستان شناسی پنج هزار ساله ثبت شده است. سوابق قرن ششم قبل از میلاد حاوی اصولی است که هنوز هم معتبر هستند. سیستم نقاط انرژی و روش هدایت انرژی ها اساساً تغییر نکرده است اما مبانی فلسفی درمان توسط توسعه فرهنگی فعلی تعیین شده است.
افسانه "امپراتور زرد هوانگ تی 2698 تا 2598 قبل از میلاد زیسته دانش در مورد انرژیهای بدن انسان را سیستماتیک کرد و ما هنوز بر این اساس کار میکنیم این فرمانروای افسانه ای همچنین چرخ و پول را اختراع کرد سیستم موسیقی را توسعه داد و صورتهای فلکی را سازمان داد نامفهومی تاریخ و فرهنگ ‏Kna رازهای زیادی را برای مرد اروپایی برای مدت طولانی پنهان کرده بود. اولین بار در XVII در قرن نوزدهم مبلغان مبلغی که از آنجا بازگشته بودند. گزارشهایی از فرهنگ زنان ارائه کردند. کسانی که در آن زمان در اروپا طبق روش که نای درمان می شدند بیمار شدند.